# Rat für Allgemeine Angelegenheiten und Außenbeziehungen
Der Rat für Allgemeine Angelegenheiten und Außenbeziehungen (RAA/AB, kurz Allgemeiner Rat, englisch General Affairs and External Relations Council, GAERC, frz. CAGRE) war der Rat der Europäischen Union in der Formation der Außenminister. An dem monatlich stattfindenden Treffen konnten – je nach Tagesordnung und Ressortzuschnitt in den nationalen Regierungen – auch die Minister der Ressorts Europa, Verteidigung, Entwicklung oder Handel teilnehmen. Der Allgemeine Rat war eine der ältesten Zusammensetzungen des Ministerrats und besaß in der politischen Praxis der Europäischen Union eine zentrale Rolle. Mit dem 1. Dezember 2009 wurde der Rat in zwei Ratsformationen aufgeteilt: Rat für Allgemeine Angelegenheiten und Rat für Auswärtige Angelegenheiten.

## Aufgaben
Zuständig war der RAA/AB für alle Politikfeldern, die nicht von anderen Ratskonstellationen abgedeckt werden. So beschloss er über Fragen der Erweiterung oder über die langfristige Haushaltspolitik. Außerdem befasste sich der RAA/AB in seinen Sitzungen mit der gesamten Gemeinsamen Außen- und Sicherheitspolitik der Europäischen Union sowie mit der Außenhandels- und Entwicklungspolitik. Besonders wichtige Fragen wurden dabei im Europäischen Rat (der Versammlung der Staats- und Regierungschefs) vorbereitet.
Der Rat legt in der Geschäftsordnung die Zusammensetzung der Ratsformationen nach Politikfeldern fest.

## Der Allgemeine Rat im Vertrag von Lissabon
Der Vertrag von Lissabon trennt den bestehenden Allgemeinen Rat thematisch in je einen Rat Allgemeine Angelegenheiten und Auswärtige Angelegenheiten. 
Der Rat für Allgemeine Angelegenheiten ist demnach für den Erhalt der Kohärenz der anderen Ministerräte und gemeinsam mit der Kommission für die Vorbereitung der Ratstagungen zuständig. Sein Vorsitzender ist weiterhin der Außenminister des Landes, das jeweils die Ratspräsidentschaft einnimmt. Im Wesentlichen wird dieser Rat außer der gemeinsamen Außen- und Sicherheitspolitik alle Bereiche des alten Rates für Allgemeine Angelegenheiten und Außenbeziehungen umsetzen. 
Der Rat für Auswärtige Angelegenheiten ist dagegen mit der gemeinschaftlichen Politikformulierung in der Gemeinsamen Außen- und Sicherheitspolitik gemäß der außenpolitischen Strategie des Europäischen Rats betraut (Art. 21 EUV). Vorsitzender des Rats für Außenbeziehungen ist der Hohe Vertreter der EU für Außen- und Sicherheitspolitik. Auch steht ein Europäischer Auswärtiger Dienst zur Verfügung. Vor allem diese Neuerungen werden dieser Ratsformation eine neue Qualität geben, wohingegen die Beschlussfassung in diesem neuen Rat weiterhin einstimmig erfolgen muss. Durch die horizontale Zuständigkeit mit der neuen „EU-Außenministerin“ und ihrem diplomatischen Dienst wird eine neue Dynamik erwartet.